# 亞歷山大·霍羅沙溫
亚历山大·瓦季莫维奇·霍罗沙温（俄语：Александр Вадимович Хорошавин，1959年5月2日—），俄羅斯政治家。
出生於阿穆爾州斯沃博德內，1981年畢業於遠東國立技術大學。2007年，薩哈林州州長伊万·马拉霍夫離任後，他被任命為州長。
2015年3月4日，他被指控收受相當於560萬美元的賄賂後遭到逮捕，總統弗拉基米尔·普京於3月25日將其免職。